# Ishe Smith
Ishe Oluwa Kamau Ali Smith (ur. 22 lipca 1978 w Las Vegas) – amerykański bokser, aktualny zawodowy mistrz świata wagi lekkośredniej (do 154 funtów) federacji IBF.

## Kariera zawodowa
Karierę zawodową rozpoczął 29 lipca 2000. Do września 2012 stoczył 29 walk, z których 24 wygrał i 5 przegrał. W tym czasie zdobył, po pokonaniu 15 stycznia 2004 Randalla Baileya, tytuły WBC Continental Americas, USBA i WBO NABO w wadze półśredniej. Porażkami zakończyły się próby zdobycia tytułów WBO NABO i NABF w wadze średniej.
23 lutego 2013 otrzymał szansę walki o tytuł mistrzowski federacji IBF w wadze lekkośredniej. Zmierzył się w Detroit z broniącym tytułu rodakiem Corneliusem Bundrage. Zwyciężył niejednogłośnie na punkty i został nowym mistrzem świata.